# さいたま市危機管理センター

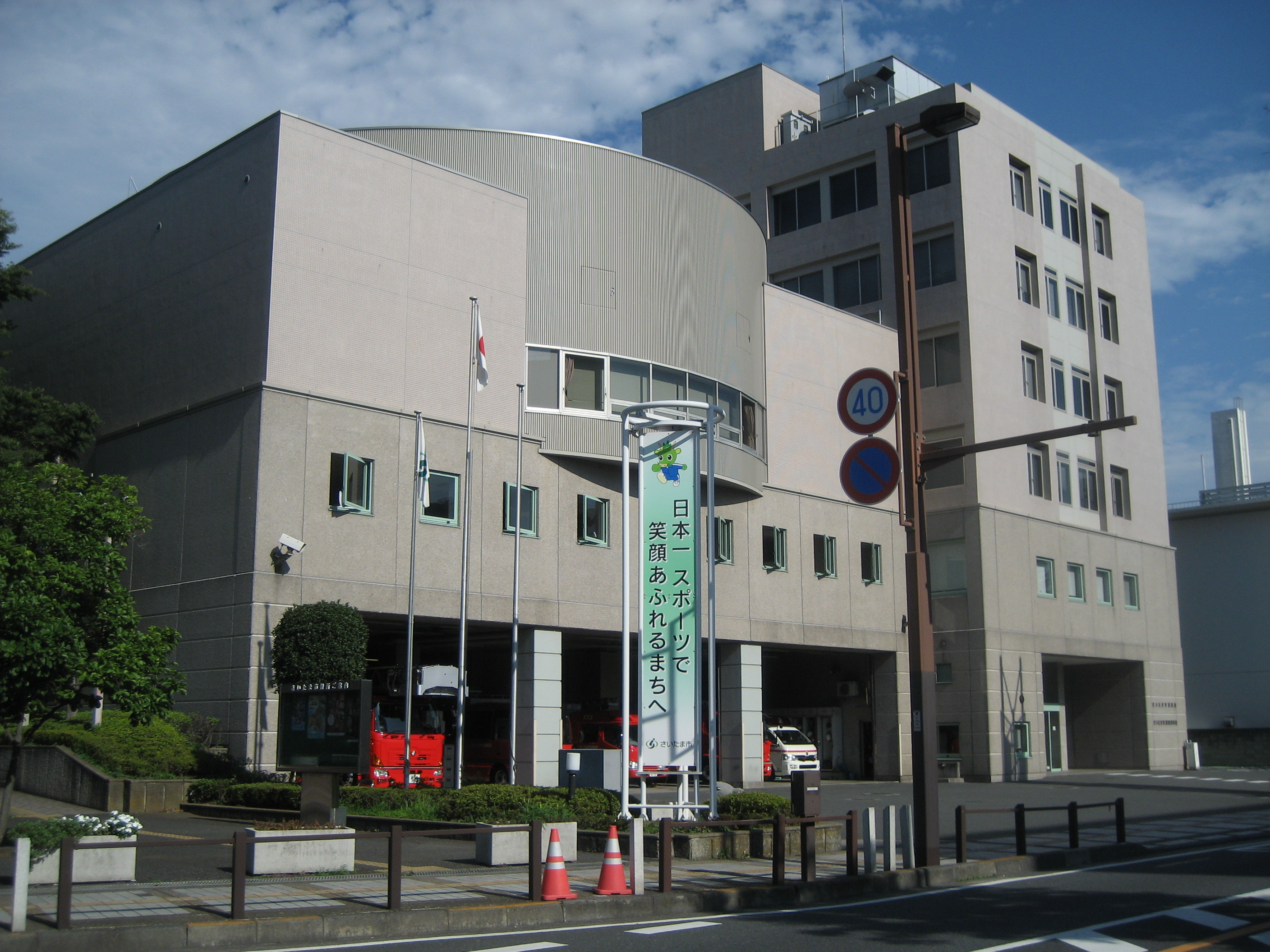
危機管理センターの入居する浦和消防署庁舎

さいたま市危機管理センター（さいたましききかんりセンター）は、埼玉県さいたま市浦和区にある市の危機管理拠点施設である。

## 概要
大規模自然災害などに対応するための拠点として、さいたま市消防局の本局が設置されている浦和消防署3階に設置された。災害対策室、オペレーションルーム、関係機関室、関係課会議室などを常設しているほか、危機管理部の執務室を併設し、迅速な対応を可能にした造りとなっている。延べ床面積は2019平方メートル 。埼玉県の危機管理施設として埼玉県危機管理防災センターが近隣にある。

## 沿革
- 2012年（平成24年）4月 - 整備開始。
- 2014年（平成26年）12月 - 完成、運用開始。

## 所在地
- さいたま市浦和区常盤6-1-28

## 周辺施設
- さいたま市役所・浦和区役所
- さいたま市消防局・浦和消防署
- さいたま市水道局
- うらわセントラルガーデン - 昭和63年度手づくり郷土賞（小さなふれあい広場）受賞。
- 埼玉県庁
- 埼玉県警察本部
- 埼玉県危機管理防災センター
- 埼玉県浦和警察署
- 埼玉県知事公館
- 浦和地方合同庁舎・自衛隊埼玉地方協力本部
- 国道17号・国道463号重複区間（中山道） - 庁舎の東側を通る。
- 町谷本太線（市役所通り） - 庁舎の南側を通る。
- 県道57号さいたま鴻巣線（新六間道路）
- ロイヤルパインズホテル浦和・うらわ美術館
- さいたま商工会議所 総務本部
- さいたま地方裁判所
- さいたま地方検察庁
- NHKさいたま放送局
- テレビ埼玉 本社
- 埼玉りそな銀行 本社
- NTT東日本-関信越 本社・さいたま新常盤ビル
- 埼玉大学教育学部附属小学校
- さいたま市立仲町小学校
- ひなぎく幼稚園
- 東日本旅客鉄道（JR東日本）武蔵野線大宮支線（別所信号場 - 与野駅間） - 主に貨物列車が通り、定期旅客列車では「むさしの号」と「しもうさ号」が通る。